# You Don't Know (canción de Cyndi Lauper)
You Don't Know - en español: No Lo Se - es una canción interpretada por la cantante estadounidense Cyndi Lauper, incluida en su quinto álbum de estudio Sisters of Avalon. Fue lanzada el 15 de abril de 1997 como primer sencillo del álbum por Epic Records.

## Información de la canción
Trata acerca del desentimiento que hacen los políticos acerca de las promesas que hacen con tal de lograr votos y que no cumplen jamás, de la arrogancia de los medios, siguiendo la línea lírica que contienen las demás canciones que conforman "Sisters of Avalon". 
La versión original contiene la palabra "mierda" que fue censurada en muchas presentaciones y removida en algunas ediciones single. 
Remixes de la canción fueron realizados por varios productores , como Tony Moran y Junior Vásquez. Eso llevó a la canción para convertirse en un éxito en las pistas de bailes en Estados Unidos y le fue bien en el Reino Unido.
El video fue grabado en Washington Square, Nueva York a principios de septiembre de 1996. El niño japonés que cierra el vídeo se llama Grayson. Fue escogido por Lauper. Grayson es un chico normal 6 años de edad y no era un profesional de la actuación. Lauper dirigió el vídeo.
El sencillo se considera un regreso por Lauper después del buen éxito de la canción en las listas de baile y en varios países.

## Recepción

### Desempeño comercial
"You Don't Know" no tuvo mayor éxito en las listas de popularidad, sin embargo en los Estados Unidos, la canción se ubicó en el puesto número once de la lista Bubbling Under Hot 100 Singles perteneciente a la revista estadounidense Billboard. En dicha lista se incluyen veinticinco canciones que aún no han aparecido en el Billboard Hot 100. En el UK Singles Chart del Reino Unido, alcanzó su posición más alta en el puesto número veintisiete.

## Posicionamiento
| País Lista (1997)                                             | Mayor posición |
| ------------------------------------------------------------- | -------------- |
| Reino Unido - (UK Singles Chart)                              | 27             |
| Estados Unidos - Billboard Bubbling Under Hot 100 Singles     | 11             |
| Estados Unidos - Billboard Hot Dance Club Play                | 16             |
| Estados Unidos - Billboard Hot Dance Music/Maxi Singles Sales | 16             |

## Formatos y remezclas
US CD single
1. "You Don't Know" (Radio Edit) - 4:06
2. "You Don't Know" (TM's Single Remix) - 4:23
3. "That's What I Think" - 4:38

Japanese CD single
1. "You Don't Know" (Radio Edit) - 3:59
2. "You Don't Know" (Album Version) - 5:14
3. "Mother" (Extended Version) - 6:11

UK CD single
1. "You Don't Know" (Radio Edit) - 4:06
2. "You Don't Know" (Junior Vasquez Remix) - 7:45
3. "You Don't Know" (Junior Vasquez Dub) - 6:45
4. "Mother" (Extended Mix) - 6:12

UK Limited Edition CD single
1. "You Don't Know"
2. "Time After Time"
3. "True Colors"
4. "I Drove All Night"